# Мусиха (Нижегородская область)
Мусиха — деревня в составе Шудского сельсовета Варнавинского района Нижегородской области.

## История
До 2009 года деревня входила в состав сельского поселения Антонихинский сельсовет. Законом Нижегородской области от 28 августа 2009 года № 150-З сельские поселения Антонихинский сельсовет и Горкинский сельсовет объединены в сельское поселение Шудский сельсовет.

## Население
| 1999 | 2002 | 2010 |
| ---- | ---- | ---- |
| 4    | ↘2   | ↘0   |